# Gruchała (herb szlachecki)
Gruchała (Gruchala, Gruchalla, Gruchalla-Węsierski, Gruchała-Węsierski, Węsierski V) – kaszubski herb szlachecki.

## Opis herbu
Opis z wykorzystaniem zasad blazonowania, zaproponowanych przez Alfreda Znamierowskiego:
W polu błękitnym dwa charty wspięte naprzeciw siebie, srebrne, ponad nimi półksiężyc złoty na opak. Sama tarcza.

## Najwcześniejsze wzmianki
Herb opisywany słownie przez Żernickiego (Der polnische Adel, Die polnischen Stamwappen). Tadeusz Gajl źle zrekonstruował herb, nie odczytując do końca opisu. U niego charty biegną obok siebie, księżyc nie jest na opak. Natomiast Żernicki pisze wyraźnie, że charty mają być jak w herbie Kos II.

## Rodzina Gruchałów
Gruchałowie to drobna szlachta, notowana na Kaszubach od połowy XVI wieku. Pochodzić ma od przezwiska, wywodzonego od czasownika gruchać. Pierwsza wzmianka z 1570 (Simon Gruchal w Węsiorach). Od końca XVI wieku używali także nazwiska odmiejscowego (Węsierski). Potwierdzają to wzmianki z lat 1584 (Wojciech, Szymon, Marcin Węsierski Gruchała), 1593 (Krzysztof, Jurga Gruchała Węsierski), 1616 (Jan Gruchała Węsierski), 1648 (Pan Gruchała w Zdunowicach), 1662 (Samuel Gruchała), 1682 (Ludwik Gruchała Węsierski, pani Gruchalina). W wiekach XVIII-XIX rodzina używała zarówno nazwiska z przydomkiem jak i samodzielnie. Tak jest we wzmiankach z lat 1772 (Ludwig von Gruchalla-Węsierski), 1774 (Ludwig Gruchala, Peter Gruchala). Gruchałowie mieli oprócz wymienionych wsi także działy w miejscowościach Mściszewice, Piechowice, Żuromino, Glincz, Podjazy. Współcześnie nazwisko Gruchała nosi około 2500 osób, połowa na Pomorzu, zaś nazwisk Gruchala, Gruchalla i Gruchałła łącznie ponad 20 osób wyłącznie na Kaszubach.

## Herbowni
Gruchała (Gruchal, Gruchala, Gruchalek, Gruchalla, Gruchałła) także z przydomkiem Węsierski (Wensierski).
Gruchałom przypisywano też herb Syrokomla (błędnie), oraz Węsierski VI.